# Jeholornis
Jeholornis, alternativt Shenzhouraptor, är ett utdött släkte med basala fåglar påträffade i Kina. Jeholornis tros ha levt för cirka 120 miljoner år sedan, någon gång under Aptium/Albium i början av Kritaperioden. Jeholornis liknade den mer berömda "urfågeln" Archaeopteryx på flera sätt. Den har också vissa morfologiska särdrag som gjort att den betraktas som ganska primitiv, vilket har lett till att några forskare förklarat den som en felande länk mellan dinosaurier och fåglar. Den har fått sitt namn av den forna kinesiska provinsen Jehol.

## Beskrivning

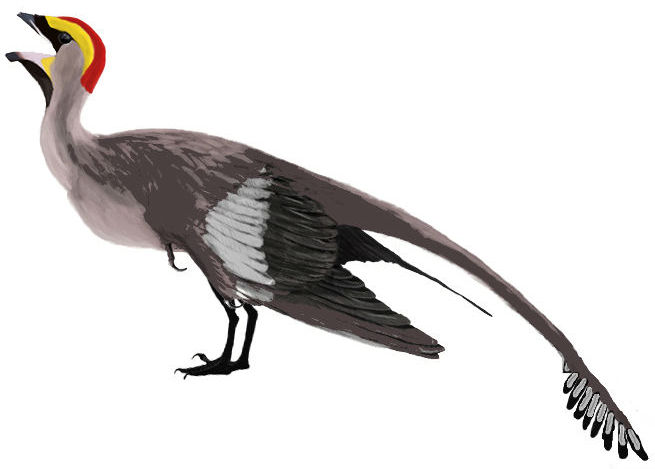
Illustration av Jeholornis.

Jeholornis skiljde sig från nu levande fåglar i några avseenden. Den hade en mycket lång, smal svans, och hade mun, snarare än näbb. Den hade också ett fåtal små tänder i underkäken (Zhanf & Zhou, 2002). Jeholornis liknade troligen Archaeopteryx i flera avseenden, men hade längre svans. I änden av svansen hade Jeholornis en plym med stjärtfjädrar. Den totala kroppslängden uppgick till ungefär 75 cm (cirka 40 cm. utgjordes av svansen).

### Föda
Fossilen efter Jeholornis har rikligt med centimeterlånga frön bevarade i magen. Fröna är hela, och Jeholornis svalde dem troligtvis utan att krossa dem. Detta är det äldsta daterade bevisen för vegetabiliskt kosthåll hos fåglar; andra fåglar, såsom Confuciusornis, tros till viss del ha levt av fisk.

### Flygfömåga
Ji Qiang har ansett att Jeholornis stöder "Upp från marken"-teorin: denna teori lär ut att fåglar utvecklades ur tvåbenta kräldjur som höll ut sina fjäderklädda framben för att hålla balansen när de sprang, och att flygförmåga utvecklades ur detta. Han föreslog också att fåglarnas utveckling kanske bestod av olika grupper med dinosaurier, där några började flyga "Upp från marken", medan andra började flyga "Ner från träden" (se Fåglarnas uppkomst och utveckling).

### Fylogeni
Jeholornis har beskrivits som en länk som fyller ett gap i fåglarnas utveckling. Den har likheter med flera olika djur; dess svans har till exempel stora likheter med dromaeosauridaes till konstruktionen, och stjärtfjädrarna är till formen mer lika Dromaeosauridernas än dem hos Archaeopteryx. Studium av skelettbenen har också visat att Jeholornis växte relativt långsamt jämfört med dagens fåglar (Erickson, Inouye et.al, 2009), som blir fullvuxna mycket tidigt. En långsammare växttakt betraktas som mer dinosaurielik, och har också påvisats hos Archaeopteryx och Sapeornis, två andra utdöda fåglar.